# Fukaura
Fukaura (jap. 深浦町 Fukaura-machi) – miasto w Japonii, na wyspie Honsiu, w prefekturze Aomori. Według danych na rok 2020 miejscowość zamieszkiwało 7 346 mieszkańców , a gęstość zaludnienia wyniosła 15 os./km².